# 帝皇臺
帝皇台（義大利語：Campo Imperatore），得名自神圣罗马帝国皇帝腓特烈二世的营地（campo imperiale），是一处由冰川和喀斯特冲积平原形成的广阔高原，位于意大利阿布鲁佐大区阿奎拉省的大萨索山国家公园中，平均海拔约1800 米。帝皇台上建有多处科教文娱设施，拥有同名的高山滑雪场、高山植物园以及天文观测站；周边有巴里夏诺、卡拉肖、卡拉佩莱卡尔维肖、卡斯泰尔韦基奥卡尔维肖、卡斯泰尔德尔蒙泰、拉奎拉和圣斯泰法诺迪塞桑约等数座市镇。

## 地理

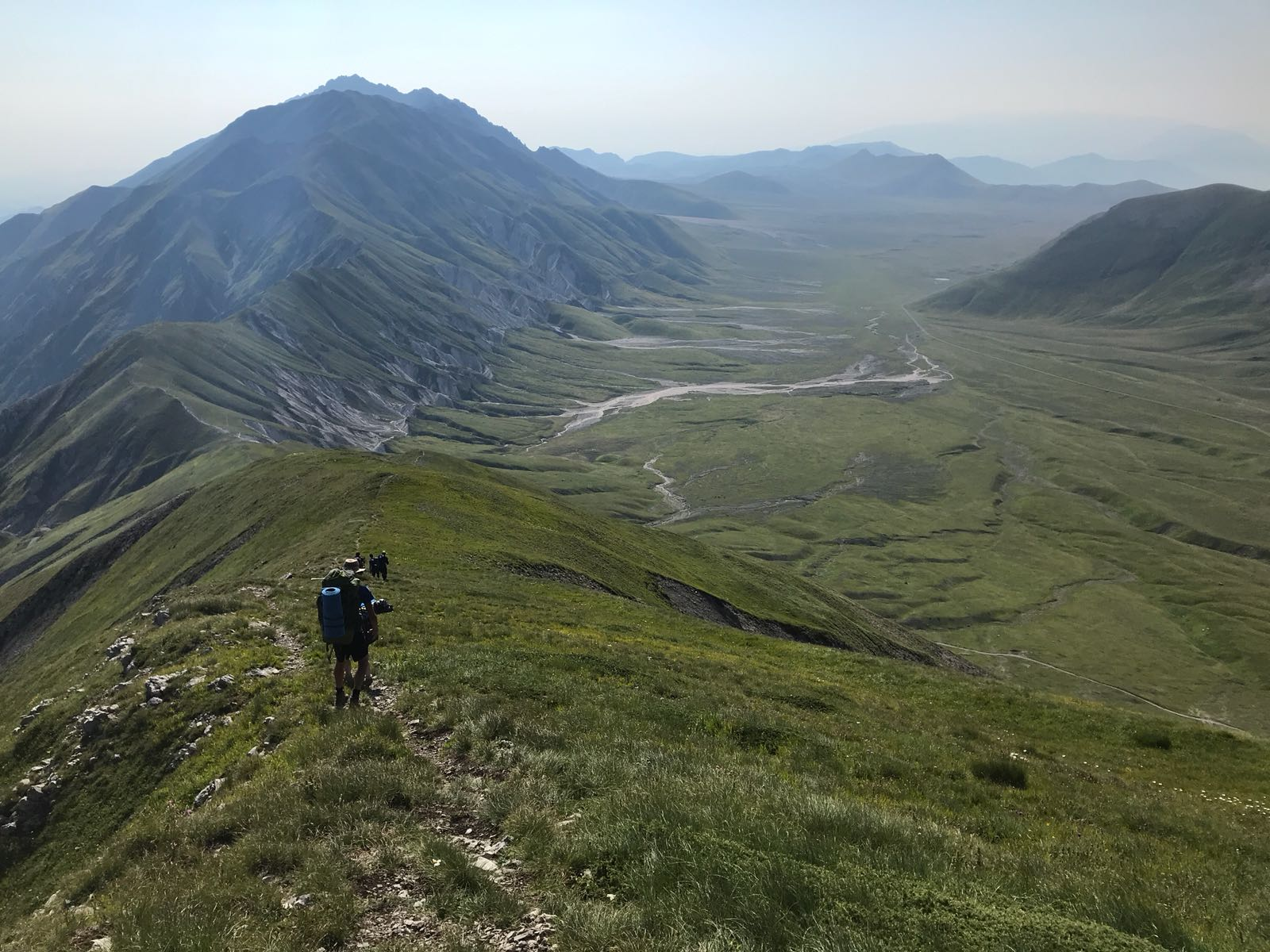
夏季的帝王台。

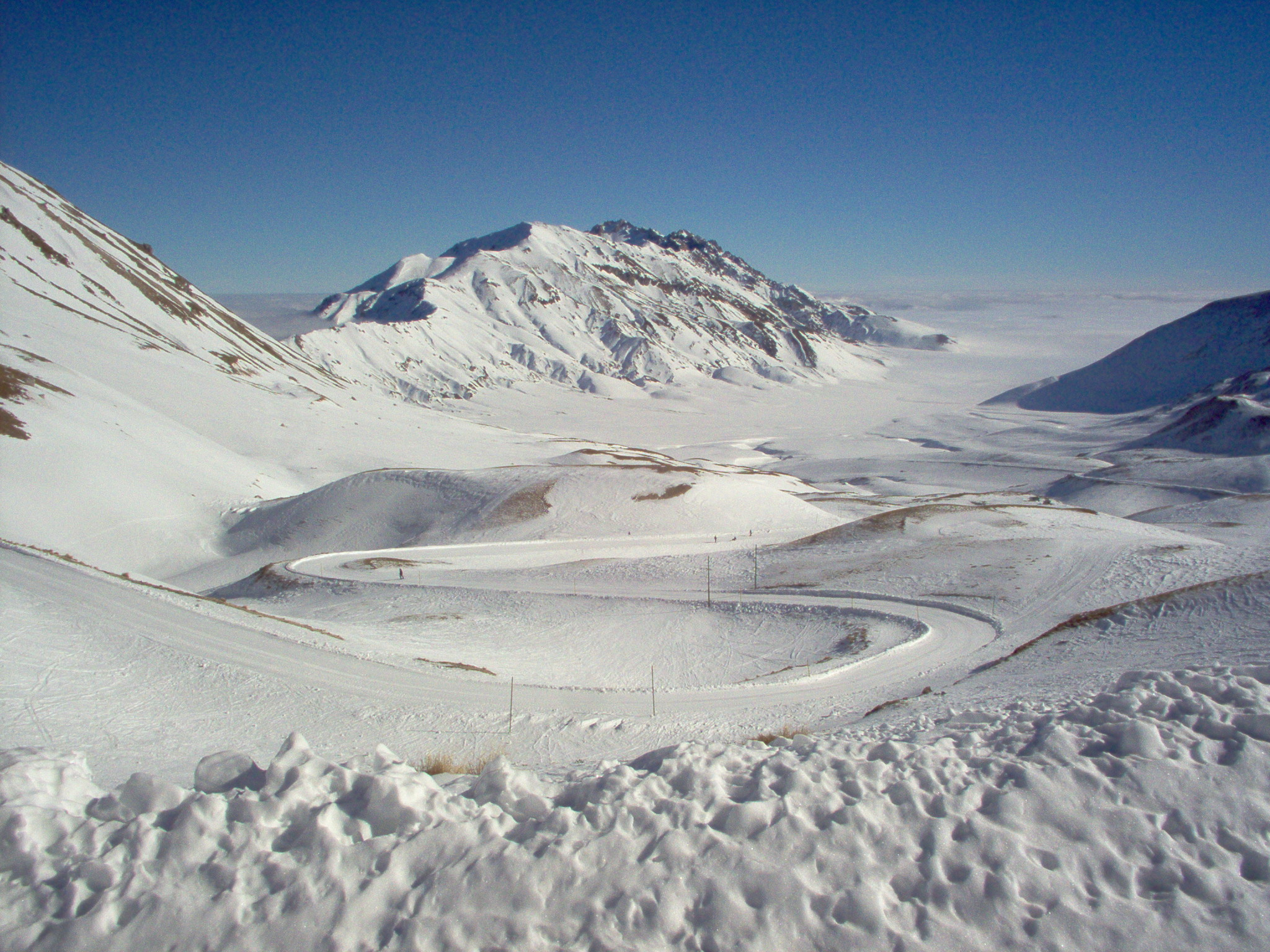
冬季的帝王台。

帝王台位于一处盆地状的高原上，是亚平宁山脉面积最大的高原，也是全意大利最大的高原之一。高原整体呈西北-东南走向，长约18公里，宽约8公里，面积约75平方公里。最低点为海拔1460米的沃提尼奥谷，最高处为海拔2145米的帝王台天文观测站。整座高原包含于大萨索山国家公园内。
意大利人类学家、登山家福斯科·马莱尼曾将帝王台和西藏帕里宗的山谷相比。帝王台由此得到“小西藏”的别称，沿用至今。

### 地域范围
帝王台西部为大萨索山的西部主脉，以辛达雷拉山和波尔特拉山为界。帝王台高原的东北为大萨索山山地的东缘，毗邻阿奎拉山、布兰卡斯泰罗山、普列那山与卡米齐亚山。高原的西北为大科尔诺峰，亚平宁山脉的最高峰，紧邻佩里克利台。维托山(Monte Vito)、瓜迪奥拉山(Monte Guardiola)与塞雷顶位于高原的东侧。高原的西南部是基督山-Fossa di Paganica与波尔扎山(Monte Bolza)连成的山区，将高原从圣斯泰法诺迪塞桑约与卡拉肖分隔开。高原的南界为沃提尼奥平原与位于韦提卡泉(Fonte Vetica)南方的Vallone di Cretarola. 帝王台四周的道路连接点有东侧的科尔诺路口(Vado di Corno)、南部的索莱路口(Vado di Sole)与塞拉顶山口(Valico di Capo La Serra)，北方的阿奎拉山鞍(Sella di Monte Aquila)与波尔特拉山山口。
由于相对较高的海拔和数个世纪以来砍伐的影响，帝王台区域相对缺乏植被。这一区域的鸟类生物多样性相当丰富，拥有金雕、隼、黄嘴山鸦与多种迁徙的雀类。帝王台被附近的卡斯泰尔德尔蒙泰、卡拉肖与圣斯泰法诺迪塞桑约的牧民用作夏季的放牧场，过去还被用作牲畜饲牧与移牧的地标。
帝王台的南部边界周围横跨巴里夏诺谷和纳韦利平原的区域分布着十余个半圆形的浅湖泊。其中，彼特兰佐尼湖(Lago di Pietranzoni)位于帝王台中部，可以欣赏到大科尔诺峰的景色。关于这些湖泊的成因，目前有陨石撞击、水文学因素以及人为因素等假说，尚无定论。

#### 西北谷地

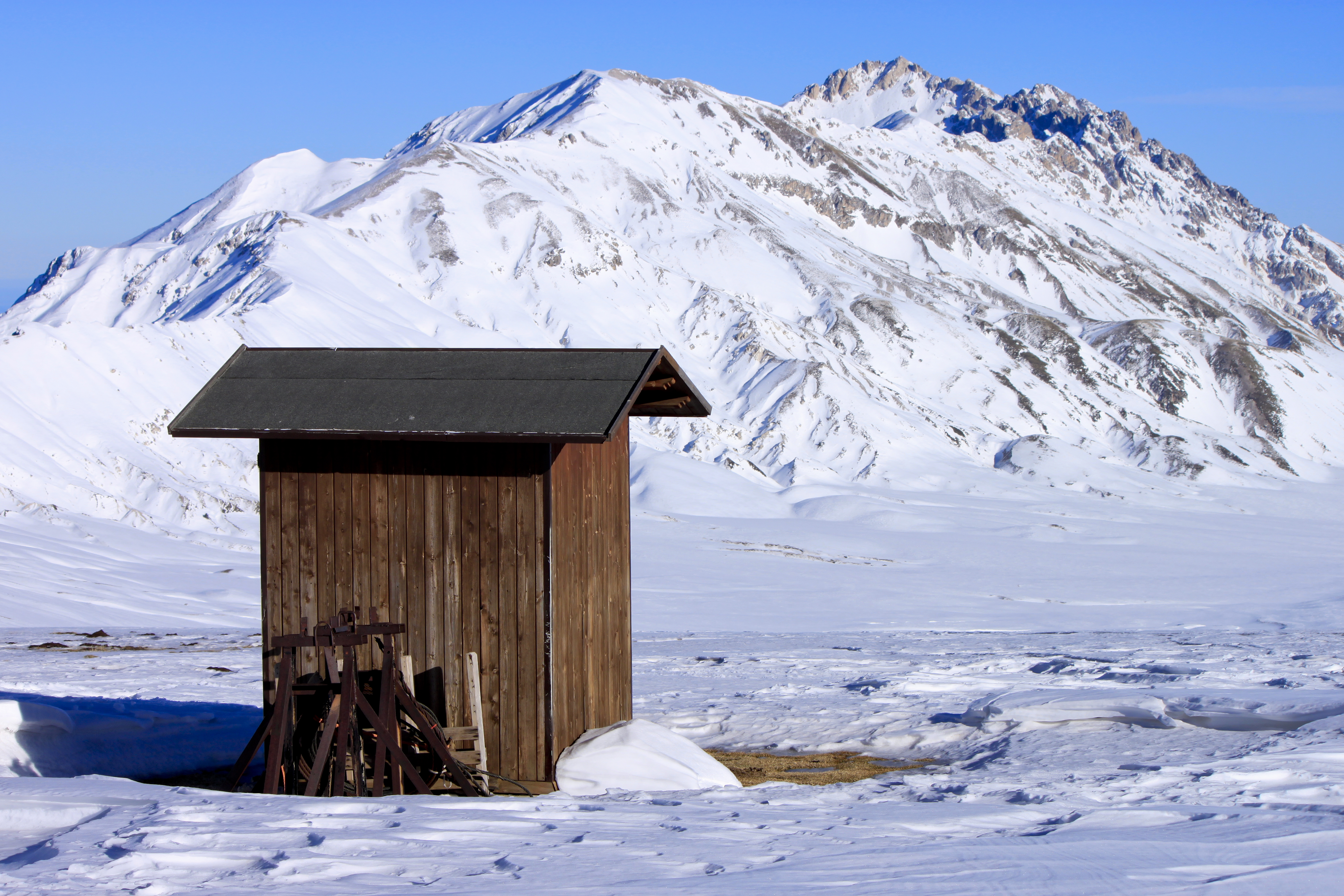
冰雪覆盖的帝王台

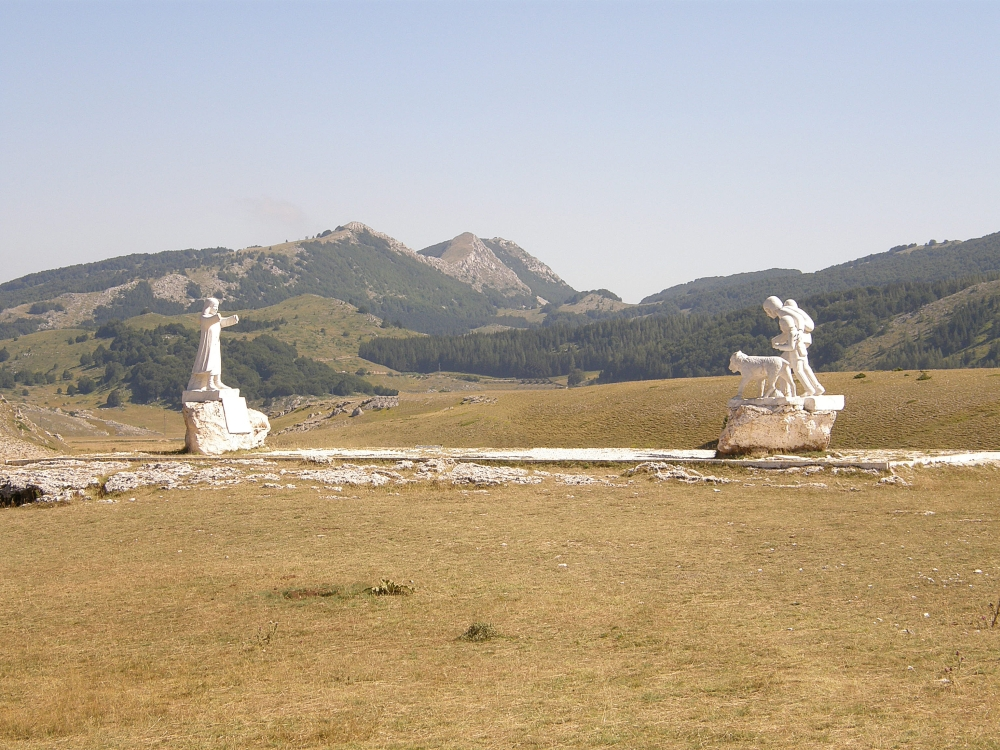
韦提卡泉的纪念碑，纪念因暴风雪丧生于此的牧羊人布波·南乔·迪·罗约与他的两个孩子

位于帝王台西北部波尔特拉山脚下的谷地是帝王台海拔最高的区域，拥有诸多文化、体育与生活设施。帝王台高山植物园坐落于海拔2135米处，致力于高海拔地区植物种群的培育和研究。帝王台酒店位于海拔2130米处，因在1943年8月至9月关押贝尼托·墨索里尼而闻名。1943年9月12日，奧托·斯科爾茲內率领的党卫队突击队对酒店发动代号“橡树行动”的空降突袭行动，成功将墨索里尼救出。酒店旁边为建于1934年的雪地圣母教堂。
帝王台气象站位于海拔2138米处，为世界气象组织官方认可的观测站。帝王台的最高点是海拔2145米的天文观测站，隶属于阿布鲁佐天文台，拥有一台口径超过1米的天文望远镜。

#### 韦提卡泉
韦提卡泉(Fonte Vetica)是位于帝王台东南的一片区域，海拔1634米，其东北部为卡米齐亚山的山坡环绕。韦提卡泉是帝王台唯一有森林的区域：此地经林地复育形成了一片松树与山毛榉构成的疏林，一直延伸至索莱路口,塞雷顶山口以及波尔扎山(Monte Bolza)的山脚。韦提卡泉的泉水是卡斯泰尔德尔蒙泰的水源之一。
韦提卡泉的一场有名的悲剧发生在1919年10月13日，牧羊人布波·南乔·迪·罗约(Pupo Nunzio di Roio)和他的两个孩子在一场雷打雪中不幸遇难，他的五只绵羊也在雪中丧生。韦提卡泉立有这一事件的纪念碑，由雕刻家Vicentino Michetti设计。2006年，纪念碑被严重破坏。
韦提卡泉附近的一处区域被称作“屠宰场”，因此地拥有干酪、鲜肉与香肠的售卖点而得名。此地还有一处同名的山中小屋。

### 气候
帝王台的平均年降水量为900毫米，秋季时降水最多，一般集中在高原的南部。降雪自每年的11月持续到次年4月，使得高原整个冬季为积雪覆盖。帝王台的气候非常寒冷，最低月平均气温为-4°C（二月），最高月平均气温11.2°C（八月）。在冬季，帝王台的部分地区可以轻易达到-25°C的低温。

### 交通
帝王台的周边有多种交通设施，可确保全年通勤。最为直接的交通方式是大萨索山索道。索道的上站为海拔2130米处的帝王台酒店，下站位于山下海拔1150米的切列托泉，离A24高速公路的阿赛吉出口不远。索道缆车运量为100人，全程约7分钟。索道是帝王台西部冬季的唯一交通方式。
帝王台主要的公路联络线为17号国道的bis支线。国道支线西起拉奎拉，由切列托泉上帝王台，一路向东延伸至卡斯泰尔德尔蒙泰下帝王台。17号国道支线有两条可登上帝王台的支线公路，其一自费列托(Filetto)经基督山山坡上山后并入国道；另一条由圣斯泰法诺迪塞桑约出发，经波尔扎山上帝王台后并入国道，但这条公路在冬季经常因积雪关闭。其他的公路联络点包括东侧的索莱路口，可到达法林多拉与卡斯泰利；南部的塞雷顶山口，通向卡斯泰尔德尔蒙泰；北侧的科尔诺路口，有一条连接拉奎拉和大萨索岛的古道。

## 经济

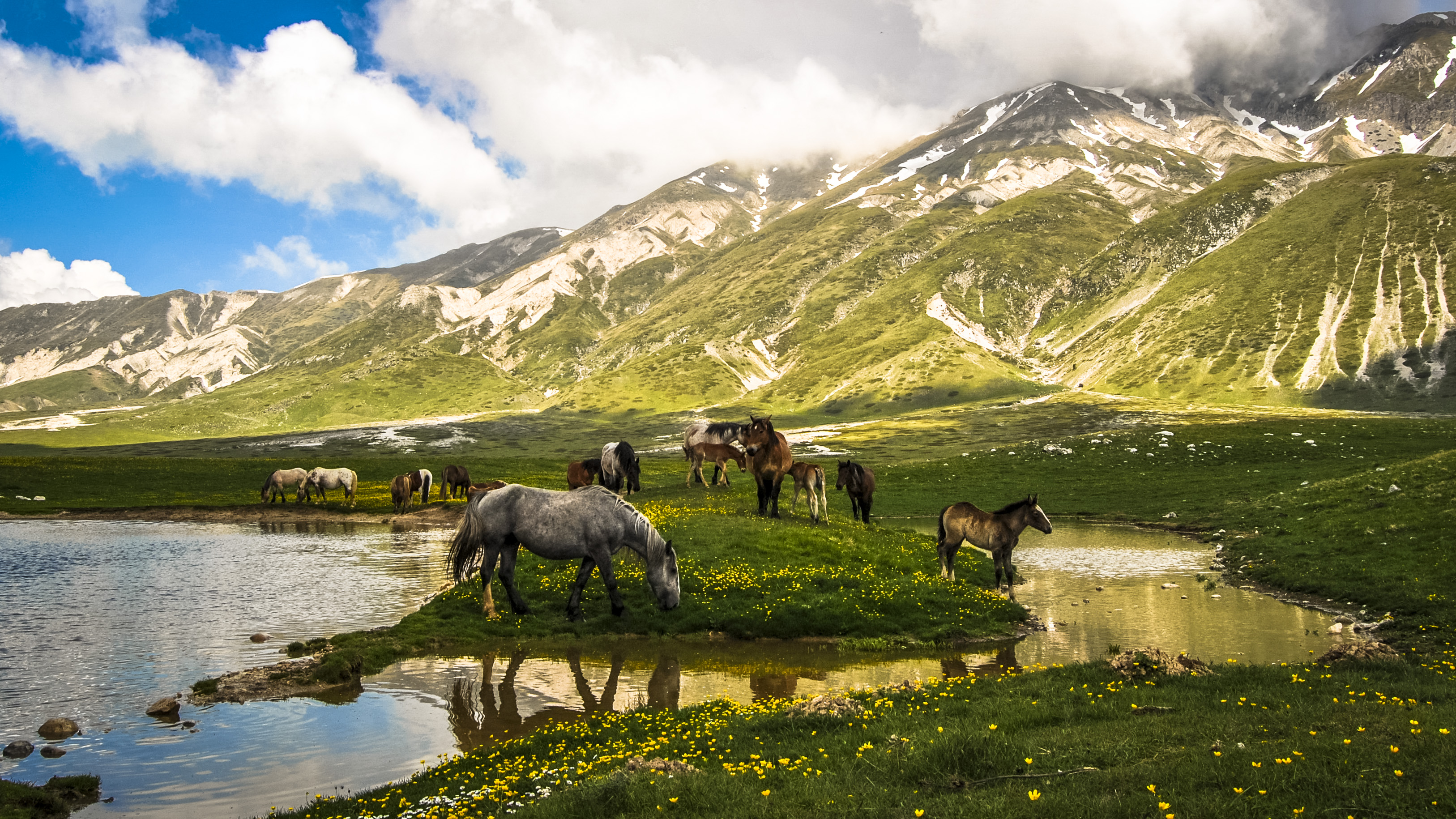
在帝王台上放牧的牲畜。

数个世纪来，帝王台长期被阿布鲁佐地区的牧民用作畜牧, 牲畜饲牧和移牧的场地，是拉奎拉和帝王台周边其他地区畜牧业的重要资源。
直到20世纪初，帝王台的旅游业才开始发展，这一改变很大程度上要归功于酒店和索道的落成。帝王台高原长期受到冬季运动爱好者的青睐，因为这里冬季持续积雪，而且人们可以十分方便地由国道和缆车出入高原。此外，帝王台及周边的阿赛吉村和菲利切台是教宗若望·保禄二世夏日静思常去的地点。为纪念教宗，大萨索山的一座海拔2425米的山峰被命名为“若望·保禄二世峰”。
进入21世纪以来，帝王台周边村镇的人口大量流失。目前，这些村镇被开发用作私人休闲和广告摄影的去处，圣斯泰法诺迪塞桑约等地为此建造了几处酒店。此外，帝王台地区还常被用作电影外景地。

## 文化

### 电影
帝王台山谷长被用作电影和广告的取景地。在这里拍摄的电影包括布德·斯藩塞和特伦斯·希尔的喜剧《大野游龙》(1971年)，维托利奥·加斯曼与菲利浦·诺瓦雷的《鞑靼荒漠》(1976年)等。
帝王台的周边区域在多部国际影片中出镜，其中卡拉肖堡遗迹和卡斯泰尔德尔蒙泰城广受欢迎。在这些地区取景的电影包括1985年的影片《鷹狼傳奇》，1986年上映的《玫瑰之名》，以及2010年的《美国人》等。

## 风景名胜

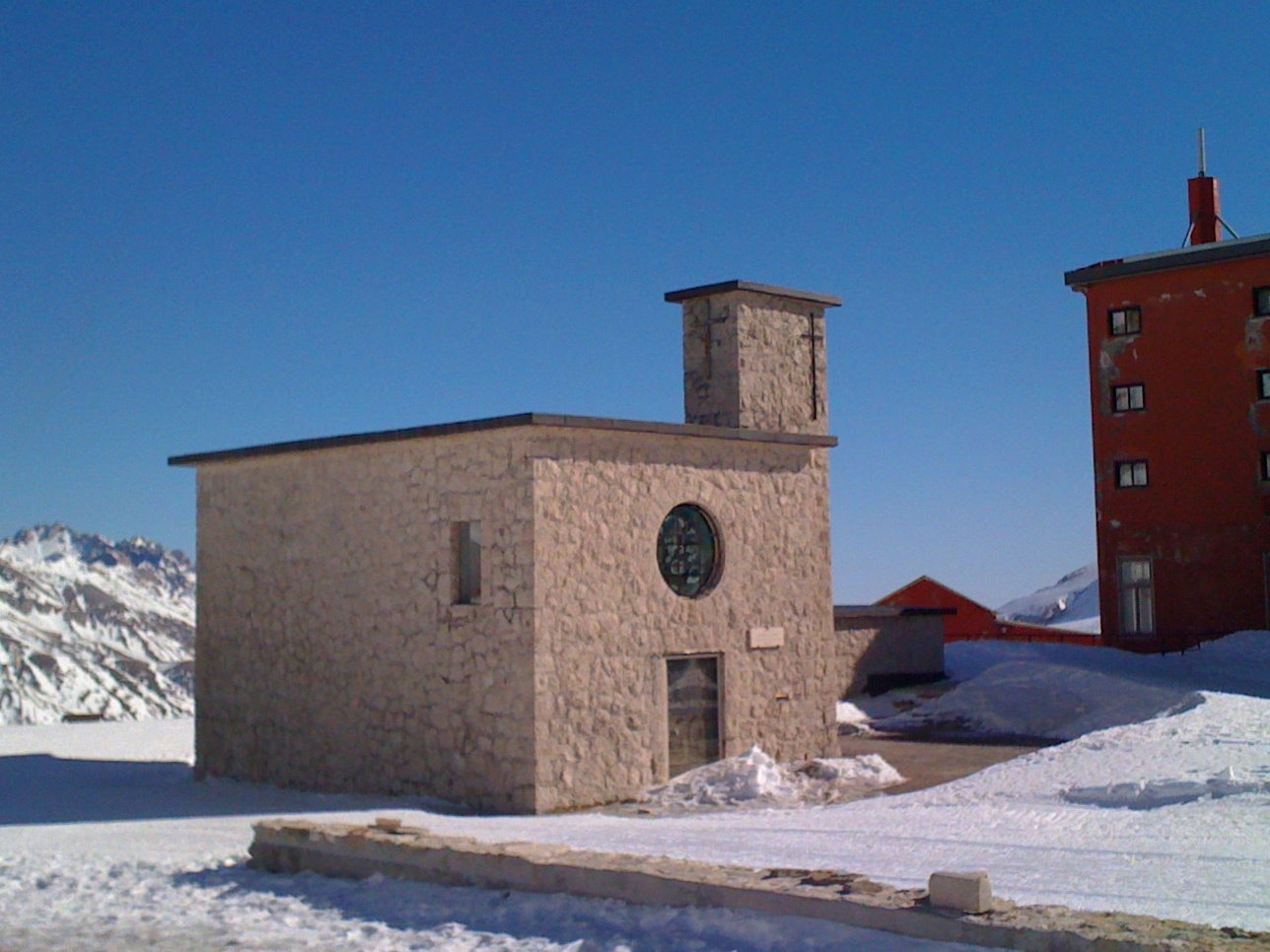
雪地圣母教堂 (帝王台)，与帝王台酒店毗邻而立。

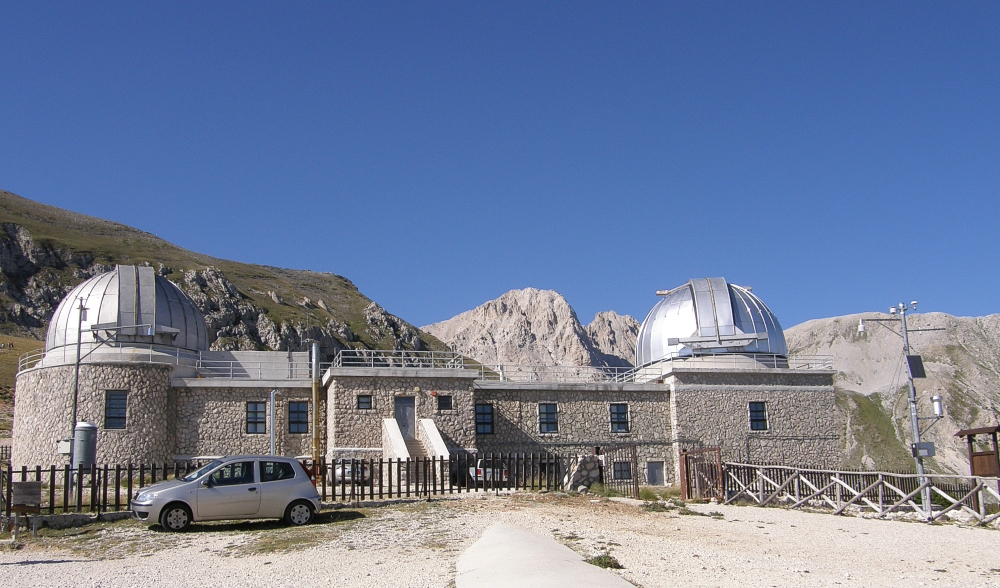
隶属于阿布鲁佐天文台的观测站。

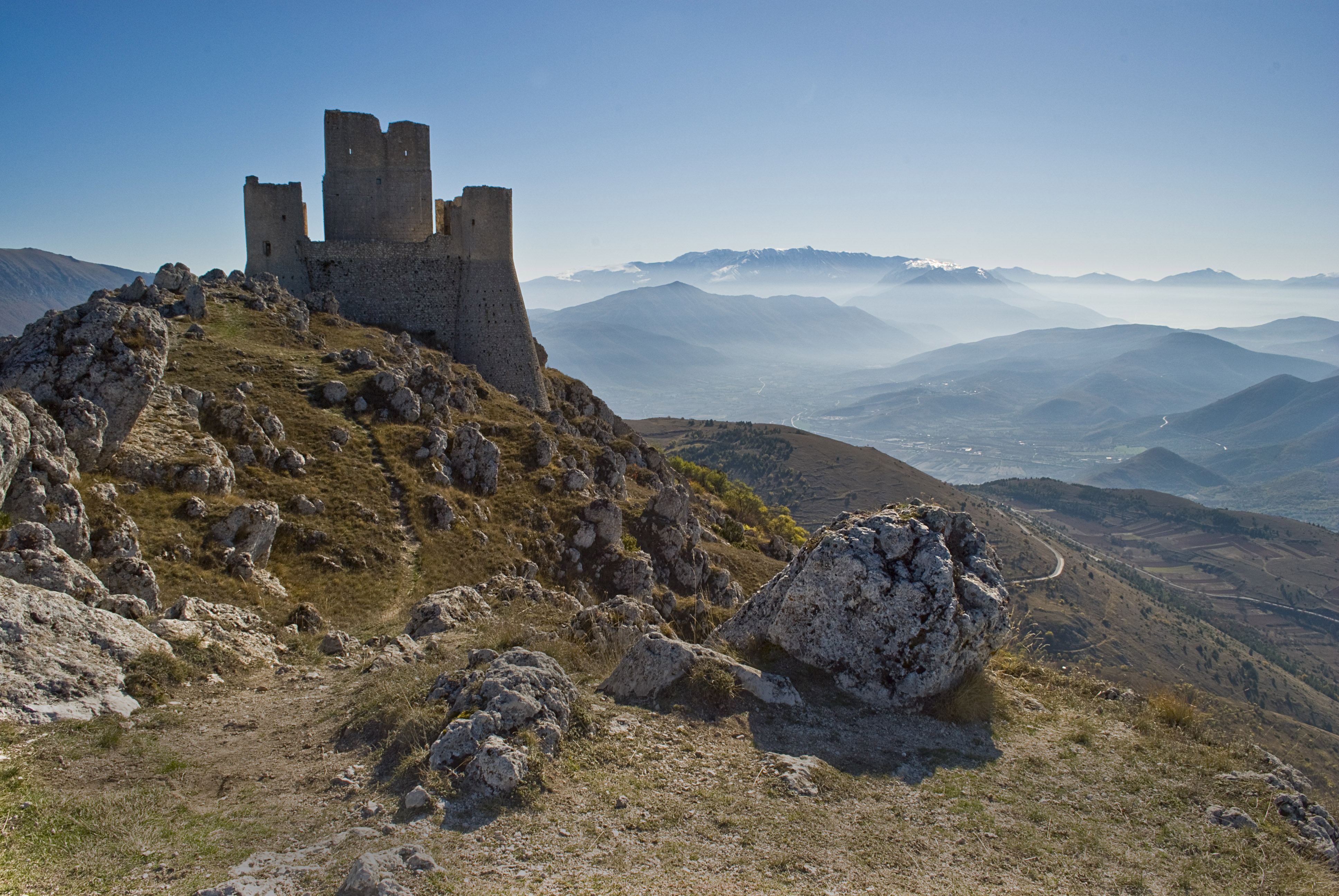
卡拉肖堡的遗迹，是帝王台高原上一处重要景点。

帝王台上的人类活动十分零散，主要集中在高原的西北角。

### 民用建筑

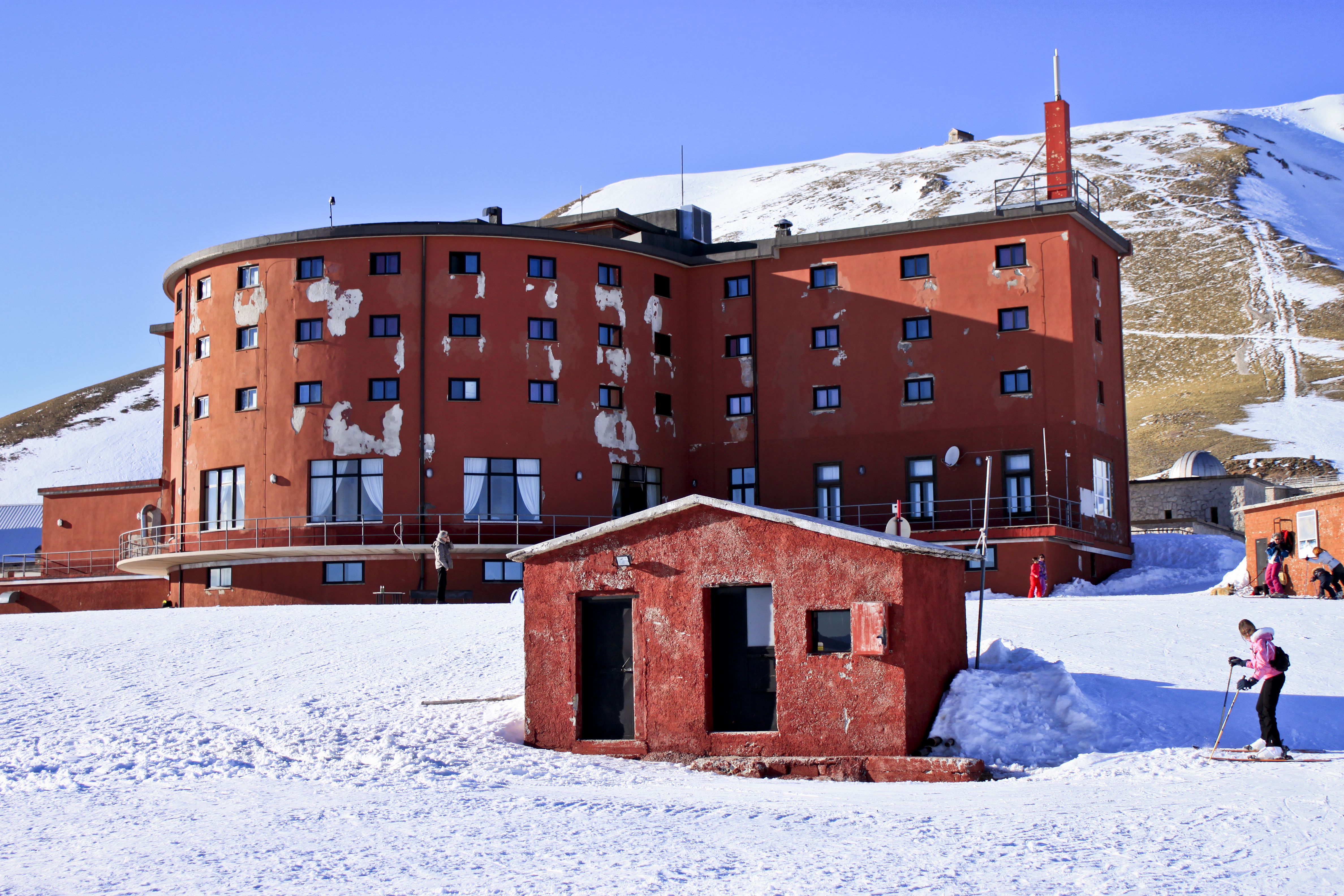
帝王台酒店
帝王台酒店始建于1934年，原本是意大利法西斯政府为提振阿奎拉省旅游和体育事业所营建的设施。1943年8月28日，墨索里尼被押解至酒店软禁，又在9月12日的橡树行动中被党卫队突击队救出，酒店因此名声大噪。如今，帝王台酒店作为滑雪场的住宿设施使用，而当年关押墨索里尼的房间原样保留，游客可付费参观。

### 军事建筑
卡拉肖堡
卡拉肖堡位于帝王台的西南角，是唯一一座可以直接俯瞰帝王台的要塞。 卡拉肖堡中央的方塔建于12世纪，为诺曼人所造。15世纪末，卡佩斯特拉诺侯爵Antonio Piccolomini在方塔周围建立了四座圆形塔。
城堡遗迹在20世纪末被复原加固，如今已是重要的旅游景点，此外还曾出现在多部电影的外景中。

### 宗教建筑
雪地圣母教堂
雪地圣母教堂是一座建于帝王台酒店旁的小教堂，是欧洲海拔最高的教堂之一。教堂始建于1934年，二战后废弃至1992年重修，1993年由教宗若望·保禄二世祝圣。
圣玛利亚痛苦之母圣堂
圣玛利亚痛苦之母圣堂与卡拉肖堡相距不远。圣堂始建于16世纪，旨在为由Santo Stefano di Sessanio 往阿泰尔诺河谷迁徙的牧民提供祈祷场所。教堂外观呈八角形，屋顶为八角穹顶，穹顶正中有一照明灯笼。

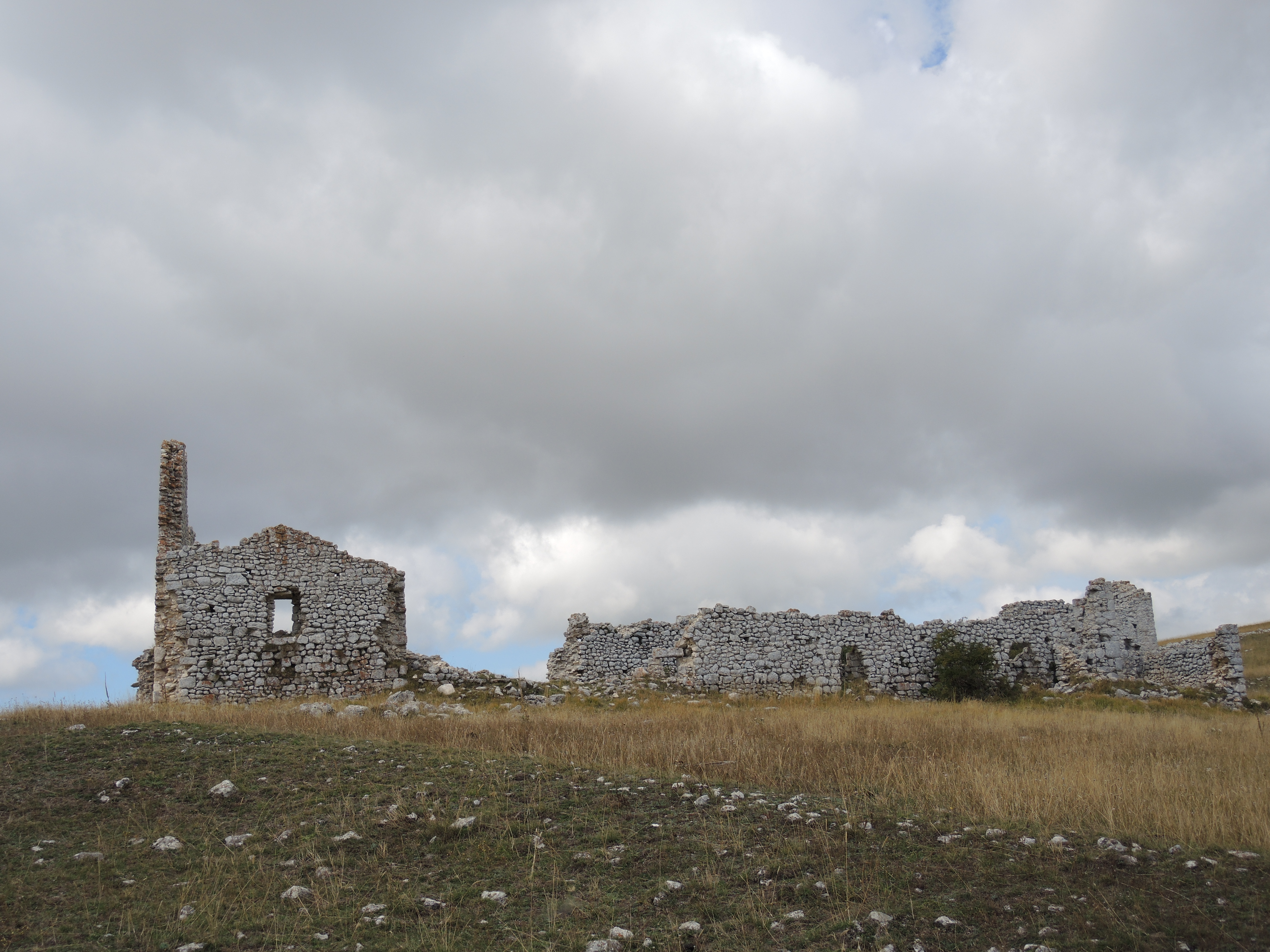
高山圣玛丽亚修道院遗迹
该处遗迹是高山圣玛丽亚修道院(Ruderi del monastero di Santa Maria del Monte)1222年修建的一处仓库，曾是卡萨诺瓦圣玛丽亚修道院的财产。

### 其他
帝王台高山植物园
帝王台文森佐·里维拉高山植物园与帝王台酒店相距不远。植物园由拉奎拉大学院长文森佐·里维拉建立，后来以他的名字命名。园区面积为3500平方米，建有一座博物馆。植物园与博物馆由大萨索山国家公园与拉奎拉大学环境科学系共同管理。
天文观测站
帝王台天文观测站同样位于帝王台酒店附近，由阿布鲁佐天文台管理。观测站兴建于1948年至1955年，拥有一台口径超过1米的天文望远镜。帝王台观测站海拔高，且远离空气污染与光污染，被认为是天文观测的理想地点。自2001年起，帝王台近地天体巡天项目(CINEOS)在此开展。迄今为止，CINEOS项目已发现了61000颗小行星和1500个新天体，其中包括6个近地天体和1颗半人马小行星。

## 体育

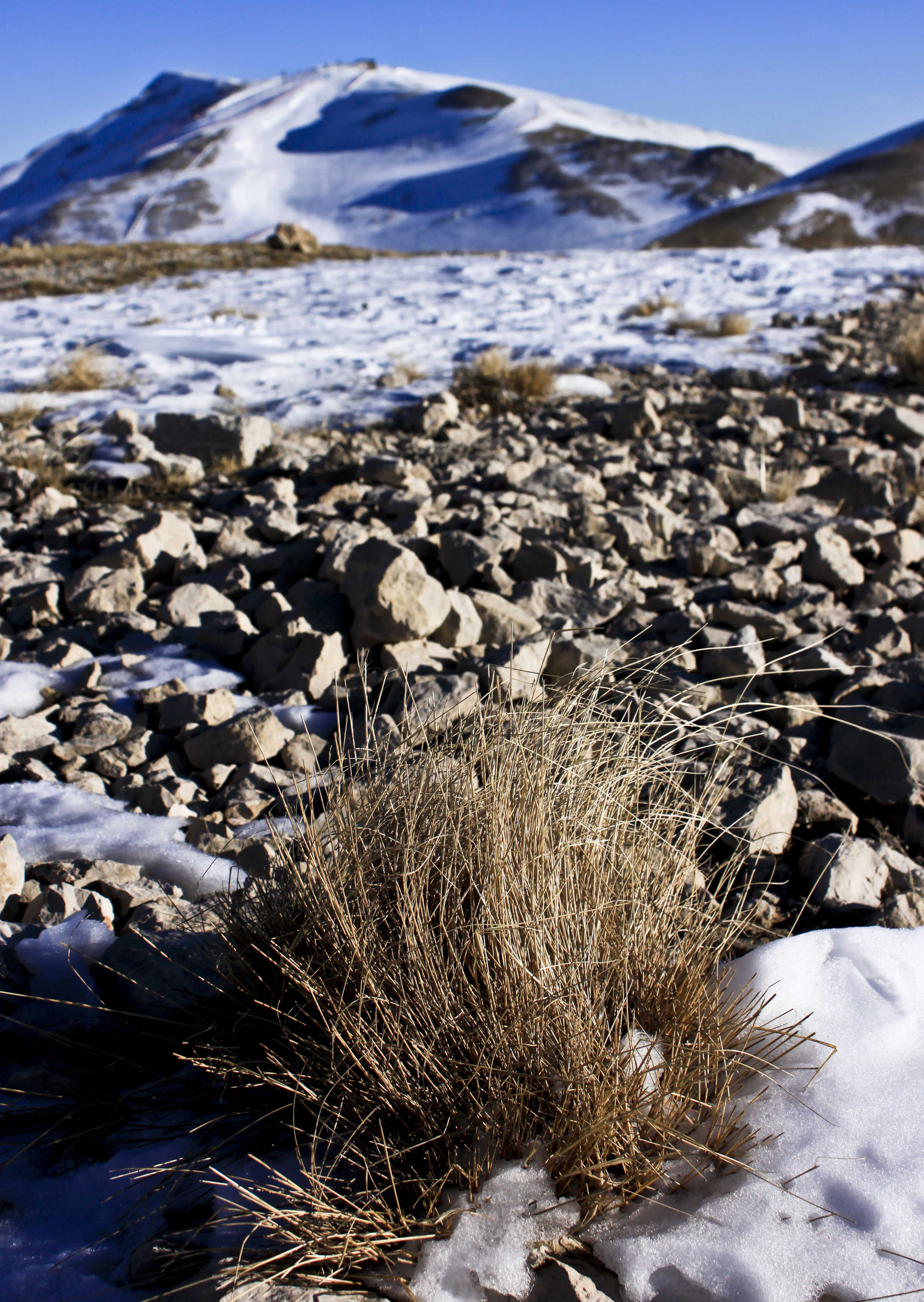
辛达雷拉山下的帝王台高原

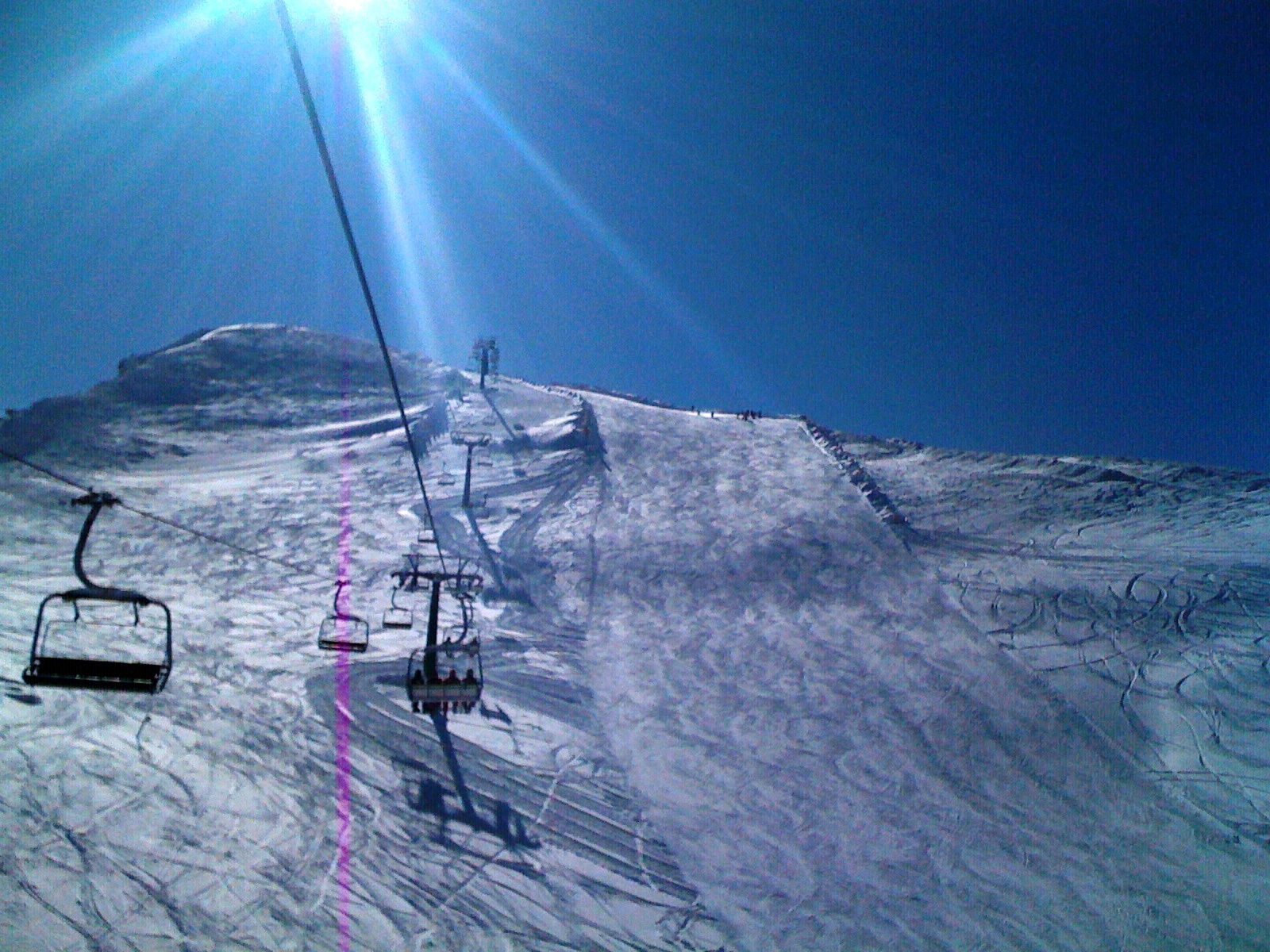
辛达雷拉山索道

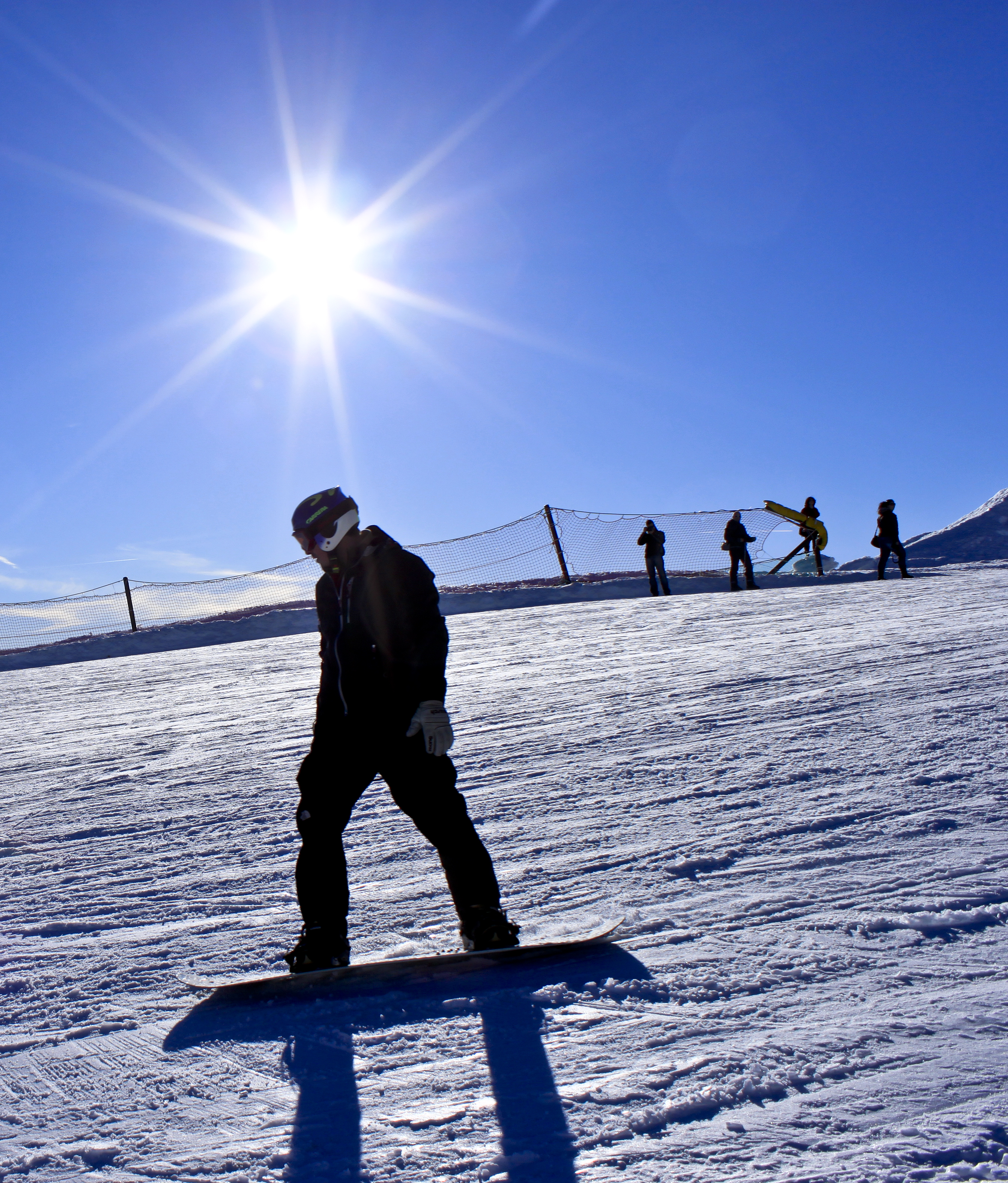
帝王台滑雪场上的滑雪者。

### 滑雪与其他冬季运动
帝王台滑雪场是亚平宁山脉的第一座滑雪场，同时也是全亚平宁山区海拔最高的滑雪场之一。以平均降雪量计算，这里同时还是全意大利雪量最多的滑雪场之一。
滑雪缆车主要集中在高原西部的Fontari和辛达雷拉山。区域内的3座滑雪场合计拥有15公里的高山滑雪雪道, 以及60公里的北歐式滑雪场地。帝王台上还建有单板滑雪场、越野滑雪赛道，以及多条登山滑雪路线。滑雪者可以住在帝王台酒店和酒店旁的旅社。
帝王台滑雪场和山下经由大萨索山索道联络，可抵达切列托泉的停车与住宿设施。帝王台的滑雪场还和三雪场滑雪区的菲利切台滑雪场与奥温多利滑雪场相连。此外，计划中的Fossa Paganica 与基督山滑雪场可以进一步扩张帝王台的滑雪区。

### 远足
帝王台是多条穿越大萨索山远足的步道的起止点。譬如经齐亚里诺谷(Valle di Chiarino)抵达普罗维登扎湖的线路；以及经由卡洛弗朗切蒂营与科尔纳齐谷(Vallone delle Cornacchie)，在大科尔诺峰和小科尔诺峰当间穿行抵达蒂沃原与皮耶特拉卡梅拉的路线，还有通往佩里克利营的线路。此外，从阿赛吉到大萨索岛的古道也通过这里；古道可以到达痛苦圣母加俾额尔修道院，有重要的宗教意义。
帝王台的有多条道路与周边的村镇相连，譬如阿赛吉, 卡拉肖, 卡斯泰尔德尔蒙泰和圣斯泰法诺迪塞桑约等地。这些路线可以经由远足、自行车或骑马通行。
大萨索山的远足道路中最为著名的是大萨索山骑行道。该道路是一条环绕大萨索山山区的山道，途经阿奎拉省、泰拉莫省和佩斯卡拉省，全长约300千米。大萨索山骑行道是意大利最长的山道之一，可以抵达帝王台的南部与西部边缘，以及帝王台西北角的诸多设施。

### 登山
帝王台是大萨索山几座最重要山峰的登山起点。从帝王台出发可以攀登切法隆内峰、因特梅索利峰、大科尔诺峰、普列那山与卡米齐亚山等，其中一些路线颇为困难。

### 自行车
帝王台在春夏两季吸引大量的自行车运动爱好者到来。环意自行车赛曾数次在帝王台设置赛段：
| 年份 | 赛段 | 路线                  | 里程（千米） | 赛段冠军             |
| ---- | ---- | --------------------- | ------------ | -------------------- |
| 1971 | 5ª   | 佩斯卡塞罗利 > 帝王台 | 198          | 维森特·洛佩兹·卡里尔 |
| 1985 | 14ª  | 弗罗西诺内 > 帝王台   | 195          | 弗兰克·乔乔利        |
| 1989 | 8ª   | 罗马 > 帝王台         | 179          | 约翰·卡尔森          |
| 1999 | 8ª   | 佩斯卡拉 > 帝王台     | 253          | 马可·潘塔尼          |
| 2018 | 9ª   | 佩斯科桑尼塔 > 帝王台 | 224          | 西蒙·耶茨            |

最具特色的路线之一是从由阿赛吉（海拔860米）或切列托泉（海拔1125米）出发至帝王台的最高点（2128米），总长度为27~31千米，落差为1120~1360米。线路可分为两段，第一部分长13.5~17.5公里，坡度在4％到7％之间。这一段线路到达Fossa di Paganica（海拔1760米）后开始下降，经过一个小斜坡后进入第二部分路段。这一部分路段为上坡，长5.7千米，坡度约9~10％.这条路线被认为是中意大利最具挑战的自行车路线之一，难度与泰米尼罗山道与帕索兰恰诺-玛耶列塔的“地堡山”(Blockhaus)山路齐名。
其他通向帝王台的骑行路线包括通过由奥费纳或圣卢恰德利亚布鲁齐出发，经塞雷顶和卡斯泰尔德尔蒙泰 (落差约1110米)到达帝王台高原的路线。由巴里夏诺出发经圣斯泰法诺迪塞桑约抵达高原；或由圣皮奥德莱卡梅雷出发，途径卡拉佩莱卡尔维肖-卡斯泰尔韦基奥卡尔维肖-卡拉肖-卡斯泰尔德尔蒙泰 (落差约750米)。亦可以卡斯泰利或法林多拉为起点，经索莱路口到达帝王台南部(落差 1100~1200米)。帝王台高原内也有多条可供自行车骑行的道路。

### 山地车
整个帝王台与周边地区常被用作山地车场地，有多条由大萨索山出发的速降路线。

## 注解
1. ↑  . www.lifepraterie.it.   [2018-11-16]. （原始内容存档于2020-06-12）.
2. ↑  Touring Club Italiano, & Touring, 2005, pag.136
3. ↑  .   [2018-11-16]. （原始内容存档于2011-07-07）.
4. ↑  Sera, RCS-Corriere della. . www.corriere.it.   [2018-11-16]. （原始内容存档于2020-06-12）.
5. ↑  . www.ilgransasso.com.   [2018-11-16]. （原始内容存档于2021-05-18）.
6. ↑  Touring Club Italiano, & Touring, 2005, pag.142
7. ↑  .   [2018-11-16]. （原始内容存档于2015-04-02）.
8. ↑  Touring Club Italiano, L'Italia - Abruzzo e Molise, Milano, 1996, p. 107.
9. ↑  . Il Centro.   [2018-11-16]. （原始内容存档于2020-06-12） （意大利语）.
10. ↑  . ADRPHOTO. 2015-12-03  [2018-11-16]. （原始内容存档于2021-12-05） （意大利语）.
11. ↑  .   [2018-11-16]. （原始内容存档于2011-07-01）.
12. ↑  .   [2018-11-16]. （原始内容存档于2009-07-08）.
13. ↑  . 2011-02-25  [2018-11-16]. （原始内容存档于2010-07-26）.